# Mekar Indah
Mekar Indah is een bestuurslaag in het regentschap Aceh Tengah van de provincie Atjeh, Indonesië. Mekar Indah telt 318 inwoners (volkstelling 2010).